# يوشيو شيغا (عسكري)
يوشيو شيغا (باليابانية: 志賀淑雄؛ بالكانا: しが よしお) هو طيار ياباني، ولد في 1914 في طوكيو في اليابان، وتوفي في 25 نوفمبر 2005 في طوكيو (اليابان) في اليابان.